# Ontkommer
Sint-Ontkommer, is een fictieve vrouwelijke heilige die vereerd werd in het gebied van het huidige Engeland, Noord-Frankrijk, België, Nederland, Duitsland, Zwitserland, Oostenrijk, Tsjechië, Polen, Spanje en Latijns Amerika. De legende is ontstaan vanuit een verkeerde interpretatie van afbeeldingen van een gekruisigde Christus. De traditionele bedevaartsplaats voor de heilige was Steenbergen, gelegen in het Westen van Noord-Brabant. Haar feestdag of naamdag is 20 juli.

## Iconografie
Sint-Ontkommer wordt iconografisch beschreven als een gekruisigde vrouw met baard, kruis en aureool. Soms wordt aan haar zijde een vioolspelende minstreel afgebeeld. 'Ontkommer' is bekend onder vele namen, waarvan de meeste geen echte namen maar omschrijvingen met betrekking op haar legende. Zo betekenen Sint Ontcommer, Comera en Cumerana alle "(zij die) ontkomt/ontsnapt", Livrade en Liberata "(De) Vrije" en betekent Wilgefortis "Sterk van wil".
Er is onder andere een schilderij van Jheronimus Bosch van haar bekend: Drieluik van de gekruisigde martelares.

## Legende
Als vrome jonge prinses werd Sint-Ontkommer door haar vader, een heidense koning in Portugal, gedwongen om te trouwen met de koning van Sicilië, wat zij niet wilde. Ontkommer wilde kuis leven en non worden. Ze vroeg God om een oplossing. De oplossing die God bood was een zwarte baard. Daarmee was ze verlost van de beoogde huwelijkskandidaat die van het huwelijk met een bebaarde vrouw afzag, maar niet van haar gedwarsboomde en teleurgestelde vader. Als straf besloot vader haar te kruisigen, net als de door Ontkommer zo vereerde Jezus.
In sommige versies van de legende wordt nog verteld over een vioolspeler die een gouden of zilveren schoen van Sint-Ontkommer zou hebben ontvangen. In één versie van het verhaal zou hij de stervende heilige hebben willen opbeuren met zijn vioolspel, waarop zij hem haar schoen gaf. In een andere versie zou Sint-Ontkommer door hem haar schoen te geven bewezen hebben dat hij onschuldig was aan een misdaad waarvoor hij terechtstond.

## Verering

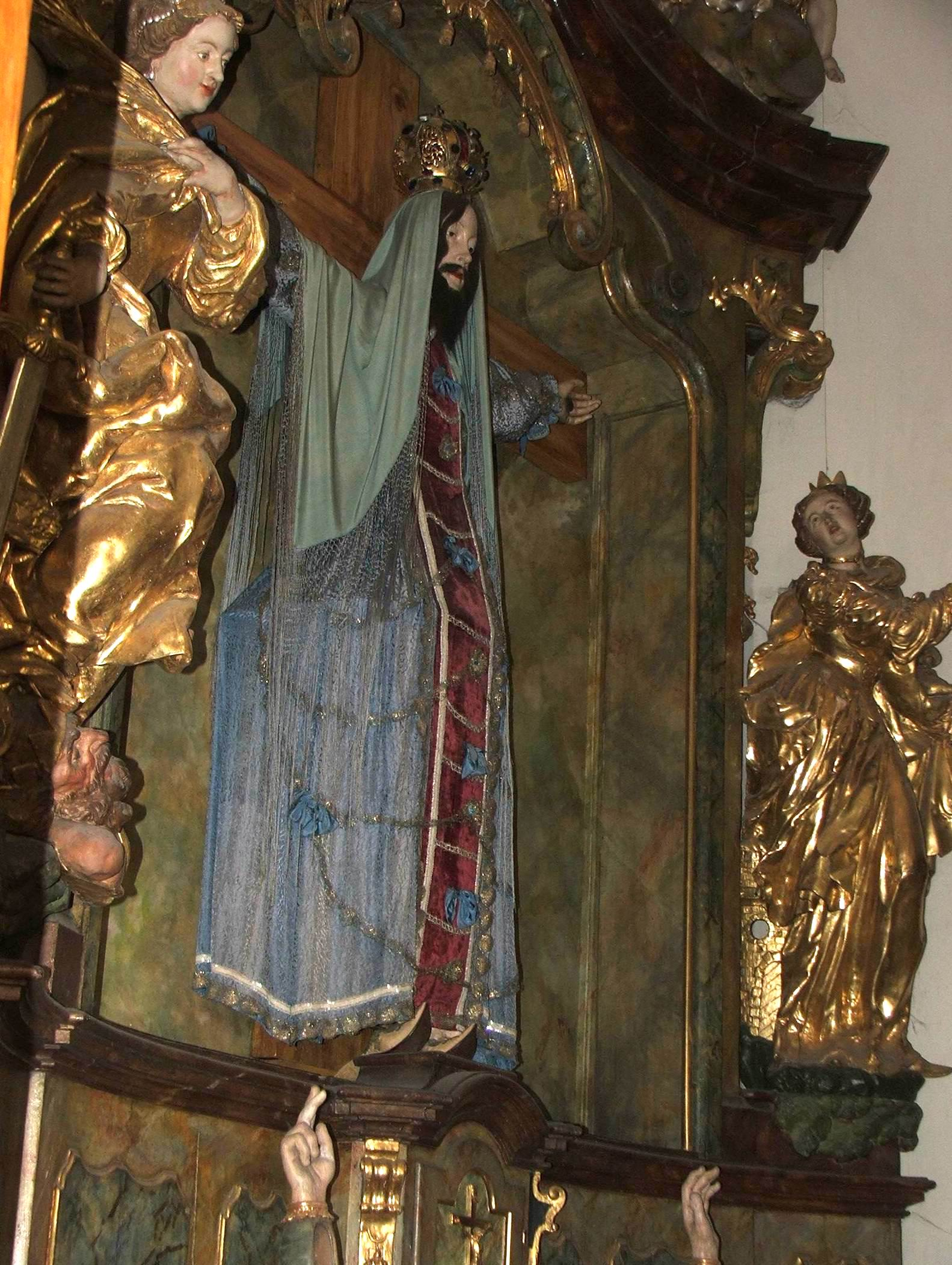
Beeld van Sint-Ontkommer in het Loreta-klooster in Praag

Sint-Ontkommer zou volgens de traditie in het Noord-Brabantse Steenbergen zijn begraven. Daar was in de 15e en 16e eeuw dan ook sprake van een grote devotie voor de heilige. Er werd een geschilderd altaarstuk opgehangen, een jaarlijkse processie gesticht en een Sint-Ontkommerkapel gebouwd, waar ook een beeld van de heilige stond. In 1457 was er ook een speciaal gilde bekend. Ook in Waalre is sprake geweest van een bedevaartstraditie vanaf de 16e eeuw. In de Noordelijke Nederlanden stond bij Rotterdam (Kralingeroord / Kralingseveer) tot 1572 een Sint-Elbrechtskapel welke ook terug gaat op de verering van Sint-Ontcommer. De heilige werd verder in het Vlaamse Gent geëerd, waar in de Onze-Lieve-Vrouwekerk al in 1400 een altaar aan haar gewijd was. De verering van Sint-Ontkommer kwam in Nederland in de 19e eeuw tot een eind, al ging deze in Vlaanderen en Noord-Frankrijk nog tot aan de Tweede Wereldoorlog door. In Steenbergen is nog steeds een straat naar haar vernoemd, de Sint Ontcommerstraat, en is er ook een Sint-Ontkommerpolder.
Beeltenissen van Sint-Ontkommer zijn nog op verschillende plaatsen te zien, zowel in kerken als musea. In de Nijmeegse Stevenskerk is een fresco van haar te bewonderen. In de Sint-Niklaaskerk van Wissant in Noord-Frankrijk hangt een kruisbeeld van Wilgeforte. Een van de plaatsen in Europa waar nog een altaar voor Sint-Ontkommer valt te bezichtigen is Praag. In het 17e-eeuwse Loreta-klooster (tegenwoordig een museum) is daar een kleine kapel aan de heilige gewijd.

## Misverstanden
Waarschijnlijk berust het ontstaan van de legende van Sint-Ontkommer op een misverstand. Uit Italië zijn geklede Christusbeelden aan het kruis bekend, die op hun beurt waarschijnlijk weer hun oorsprong hebben in de Byzantijnse kerk. Pelgrims namen afbeeldingen van deze geklede Christus aan het kruis mee naar huis. Daar werd diens onderkleed aangezien voor een jurk en werd verondersteld dat de afgebeelde persoon een vrouw moest zijn. De legende van Sint-Ontkommer is een poging deze paradox te verklaren.
Ook de status van Steenbergen als bedevaartsoord berust mogelijk op een misverstand. De plaats waar de heilige begraven is wordt in Zuid-Duitse en Zwitserse getuigenissen aangeduid als 'Stainberg', 'Stang-berg', 'Stouberg' of 'Steenberg', een fictieve plaats die mogelijk met het Brabantse Steenbergen werd geïdentificeerd.